# Пилипенкове
Пилипенкове — селище в Україні, у Липовецькій міській громаді Вінницького району Вінницької області. 
За даними сайту Верховної Ради України — населення становить 0 осіб. За даними вінницького видання «20 хвилин» 2008 р. на хуторі Пилипенкове залишалося двоє старих людей – 84-річна баба і ще старший від неї дід.

## Історія
12 червня 2020 року, розпорядженням Кабінету Міністрів України № 707-р «Про визначення адміністративних центрів та затвердження територій територіальних громад Вінницької області», увійшло в Липовецьку міську громаду.
19 липня 2020 року, в результаті адміністративно-територіальної реформи та ліквідації Липовецького району, село увійшло до складу Вінницького району.